# Sauvagnas
Sauvagnas – miejscowość i gmina we Francji, w regionie Nowa Akwitania, w departamencie Lot i Garonna.
Według danych na rok 1990 gminę zamieszkiwały 372 osoby, a gęstość zaludnienia wynosiła 27 osób/km² (wśród 2290 gmin Akwitanii Sauvagnas plasuje się na 817. miejscu pod względem liczby ludności, natomiast pod względem powierzchni na miejscu 829.).